# Большой Иркиндинский водопад
Большой Иркиндинский водопад (Китабо-Орон) — водопад на реке Иркинда. Высота падения воды — 27 м.

## География
Водопад находится на реке Иркингда в западной части Путоранского заповедника, в 120 км от Норильска, вблизи озера Лама.

## Происшествия
8 сентября 2021 года около семи часов утра на скалах вблизи водопада погиб министр по чрезвычайным ситуациям Российской Федерации Евгений Николаевич Зиничев вместе с кинематографистом Александром Мельником.